# Bactrurus mucronatus
Bactrurus mucronatus är en kräftdjursart som först beskrevs av Forbes 1876.  Bactrurus mucronatus ingår i släktet Bactrurus och familjen Crangonyctidae. Inga underarter finns listade i Catalogue of Life.